# Dolmen de la Grandière
Pour les articles homonymes, voir De la Grandière.
Le dolmen de la Grandière est un dolmen situé au sud-ouest du lieu-dit la Grandière sur la commune de Joué-du-Bois, dans le département français de l'Orne.

## Protection
L'édifice fait l’objet d’un classement au titre des monuments historiques par la liste de 1889.